# رابط خط فرمان

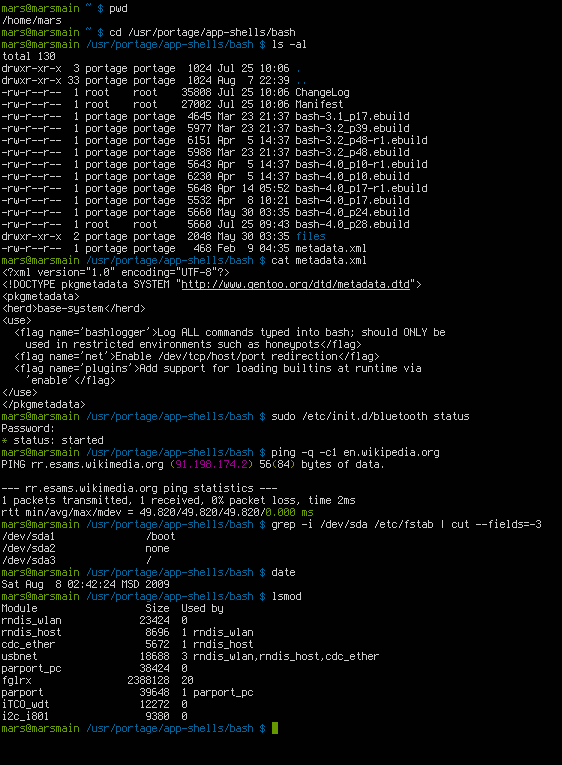
محیط بش (bash) در توزیع جنتو

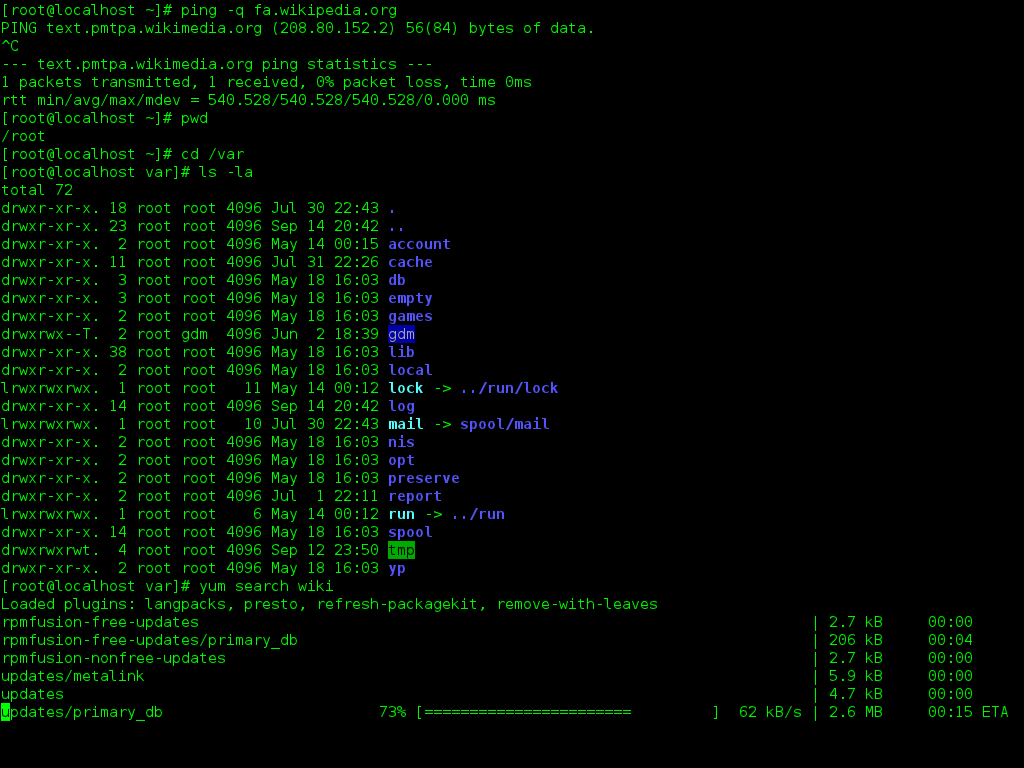
خط فرمان لینوکس (بش) در نرم‌افزار گنوم ترمینال، توزیع فدورا

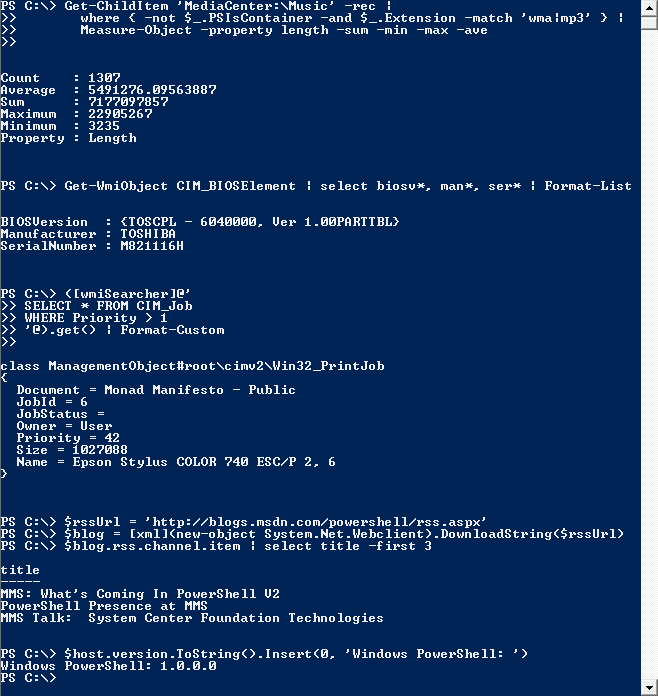
ویندوز پاور شل نسخه ۱ اجرا شده روی ویندوز ویستا

رابط خط فرمان (به انگلیسی: command-line interface (CLI)) یا واسط نوشتاری مکانیزمی برای برقراری ارتباط با سیستم عامل یا برنامه‌ها و انجام دستورهای خاص بوسیله تایپ کردن دستورها است.
این روش در مقابل روش‌های دیگر مثل استفاده از نشانگر موشواره برای کلیک کردن روی گزینه‌ها در واسط گرافیکی کاربری یا استفاده از منوها در واسط متنی کاربری برای انتخاب گزینه‌ها است.
به این روش دستور دادن یا «وارد کردن فرمان» می‌گویند.

## مفسر خط فرمان
مفسر خط فرمان (به انگلیسی: Command-line interpreter) یک نوع پیاده‌سازی از رابط خط فرمان است که بر پایه تفسیر فرمان‌ها عمل می‌کند.